# Bacoor
The Municipality of Bacoor (Tiếng Filipino: Bayan ng Bakoor/Bacoor) là một đô thị loại 1 ở tỉnh Cavite, Philippines. Diện tích là 52,4  km², cách khoảng 16 km so với Manila, bên bờ biển đông nam của vịnh Manila, ở tây bắc tỉnh này. Phía bắc là Thành phố Las Piñas và thành phố Muntinlupa thuộc Metro Manila, phía nam là Dasmariñas, phía tây là Kawit và Imus.

## Các đơn vị dân cư
Bacoor được chia thành 73 khu dân cư (khu phố) (barangay).
| - Alima - Aniban I - Aniban II - Aniban III - Aniban IV - Aniban V - Banalo - Camposanto - Daang Bukid - Digman - Dulong Bayan - Kaingin - Habay I - Habay II - Ligas I - Ligas II - Ligas III - Mabolo I - Mabolo II - Mabolo III - Maliksi I - Maliksi II - Maliksi III - Mambog I - Mambog II | - Mambog III - Mambog IV - Mambog V - Molino I - Molino II - Molino III - Molino IV - Molino V - Molino VI - Molino VII - Niog I - Niog II - Niog III - Pinahan - P.F. Espiritu I (Panapaan I) - P.F. Espiritu II (Panapaan II) - P.F. Espiritu III (Panapaan III) - P.F. Espiritu IV (Panapaan IV) - P.F. Espiritu V (Panapaan V) - P.F. Espiritu VI (Panapaan VI) - P.F. Espiritu VII (Panapaan VII) - P.F. Espiritu VIII (Panapaan VIII) - Queens Row Central - Queens Row East - Queens Row West - Real I | - Real II - Salinas I - Salinas II - Salinas III - Salinas IV - San Nicolas I - San Nicolas II - San Nicolas III - Sineguelasan - Tabing Dagat(Pob.) - Talaba I - Talaba II - Talaba III - Talaba IV - Talaba V - Talaba VI - Talaba VII - Zapote I - Zapote II - Zapote III - Zapote IV - Zapote V |